# Giejstenie
Giejstenie (lit. Geisteniai) – dawna wieś na Litwie, w okręgu uciańskim, w rejonie ignalińskim, w starostwie Rymszany.
Inna nazwa wsi to Giejtenie.

## Historia
W czasach zaborów wieś leżała w granicach Imperium Rosyjskiego.
W dwudziestoleciu międzywojennym wieś leżała w Polsce, w województwie nowogródzkim (od 1926 w województwie wileńskim), w powiecie brasławskim, w gminie Rymszany.
Według Powszechnego Spisu Ludności z 1921 roku zamieszkiwały tu 103 osoby, wszystkie były wyznania rzymskokatolickiego. Jednocześnie 23 mieszkańców zadeklarowało polską przynależność narodową a 73 litewską. Były tu 23 budynki mieszkalne. W 1931 w 24 domach zamieszkiwało 115 osób.
Wierni należeli do parafii rzymskokatolickiej w Rymszanach. Miejscowość podlegała pod Sąd Grodzki w m. Turmont i Okręgowy w Wilnie; właściwy urząd pocztowy mieścił się w Rymszanach.